# Chapel Hill Bible Church
Koordinaten: 41° 35′ 11″ N, 73° 59′ 40″ W

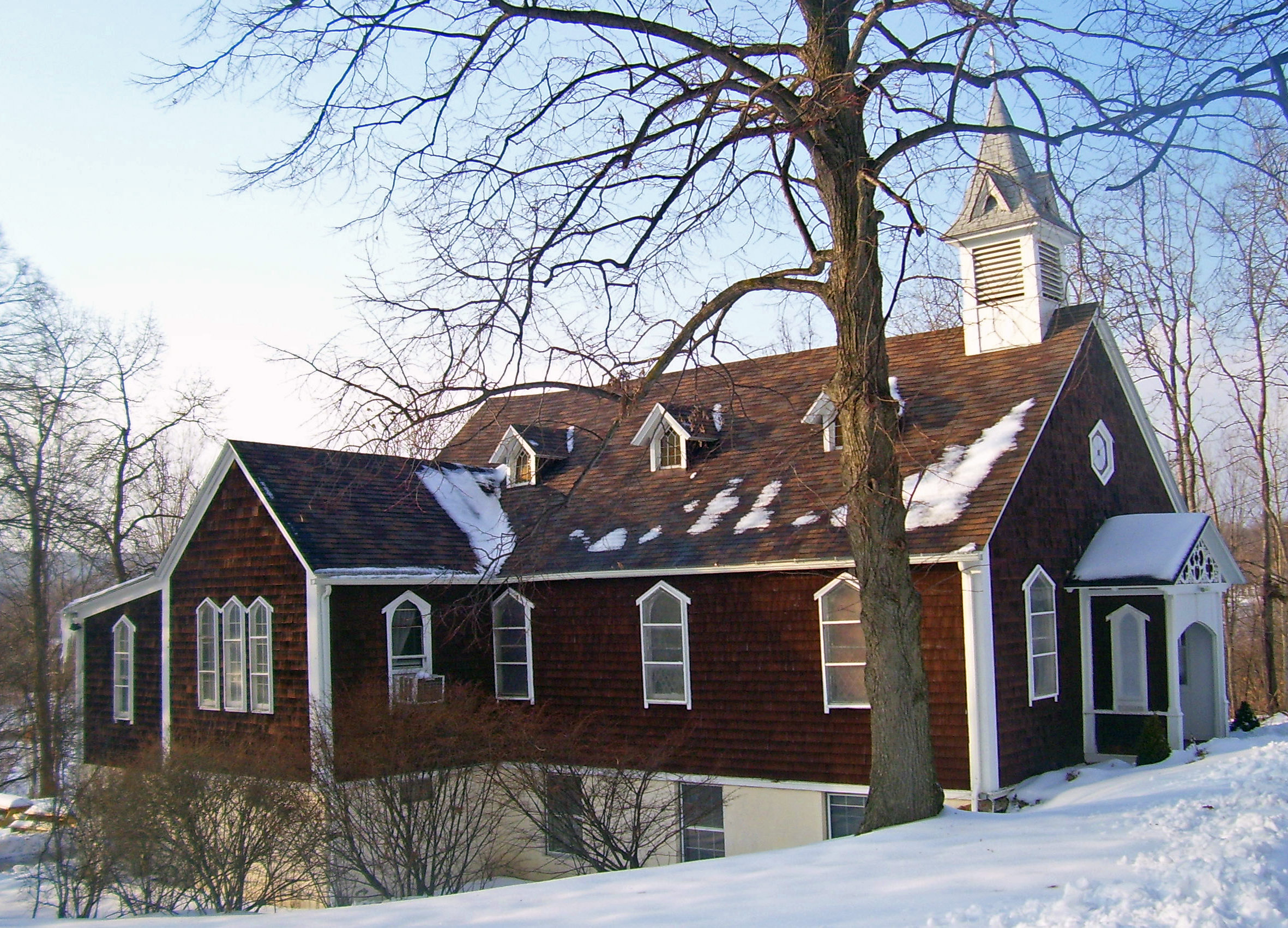
Südansicht mit Ostseite (2009)

Die Chapel Hill Bible Church, früher Amity Baptist Church, ist ein baptistisches Gotteshaus abseits der Bingham Road bei Marlboro, New York in den Vereinigten Staaten. Es ist ein kleines, aus Holz errichtetes Bauwerk im Picturesque-Stil der Neugotik, das aus der Mitte des 19. Jahrhunderts stammt, Es wurde am 7. Januar 2005 in das National Register of Historic Places aufgenommen und stellt den am weitesten südlich gelegenen Eintrag in das Register im Ulster County.
Das Bauwerk entstand ursprünglich nicht an seinem heutigen Standort, sondern war die Kirche einer Gemeinde in der heutigen Midtown Manhattan, die sich von einer anderen Kirche weiter Downtown abgespaltet hatte. Zu Beginn des 20. Jahrhunderts, nachdem die Kirche nicht mehr genutzt wurde, ließ ein früheres Gemeindemitglied, der inzwischen herauf nach Marlboro gezogen war, das Gebäude demontieren und auf einem ihm gehörenden Grundstück oberhalb des Hudson River wiederaufbauen. Über zwei Jahrzehnte hinweg wurde es von der Brotherhood of the Kingdom, einer Gruppe von Gleichgesinnten, die für den Social Gospel eintraten, zum Retreat genutzt. Nach einer weiteren Phase des Leerstands später im 20. Jahrhundert wurde in den 1970er Jahren die heutige Kirche hier organisiert.

## Gebäude und Grundstück
Das Anwesen der Kirche ist eine 12,5 Acre (rund 2,5 Hektar) große Parzelle an der Westseite einer nicht asphaltierten Seitenstraße, die im Süden Marlboroughs von der Bingham Road in südlicher Richtung abzweigt, etwa zweieinhalb Kilometer südwestlich der Hauptsiedlung der Town, dem nicht inkorporierten Weiler Marlboro. Es liegt auf einem Hügel, der eine Höhe von etwa 150 Metern über dem Meeresspiegel erreicht und nur etwa 65 Meter nördlich der Grenze zum Orange County.
Das Land ist der Umgebung der Kirche ist ländlich geprägt, entweder gerodet und als Baumstück für Apfelbäume genutzt oder als intaktes Waldstück. Ein Farmhaus liegt gegenüber der Kirche auf der anderen Seite der Zufahrtsstraße. Das Grundstück der Kirche ist weitgehend mit Bäumen bewachsen, jedoch im nordöstlichen Teil vom Bewuchs befreit. In diesem Bereich wurde ein mit Sand bestreuter Volleyball-Platz gebaut, in den Sommermonaten sind hier auch Spielplatzgeräte aufgestellt. Von den offenen Bereichen des Grundstücks reicht der Blick über den Hudson Valley im Osten bis zur Shawangunk Ridge im Westen. Der Zufahrtsweg knickt hier ab und führt über einen Parkplatz nach Südosten ab zu einer kleinen quadratischen Spielfläche mit einem Basketballring. Ein zweiter Parkplatz befindet sich nordöstlich der Kirche. Eine moderne nicht-beitragende Garage steht südlich. Von dort führt ein betonierter Fußweg zum Eingang der Kirche.

### Exterieur
Das Kirchengebäude hat einen kreuzförmigen Grundriss. Es handelt sich um ein in Holzständerbauweise errichtetes eineinhalbstöckiges Gebäude auf einem Fundament aus Beton an der Vorderseite und den Seiten sowie aus mit Mörtel gemauerten Steinen an der Rückseite. Das abfallende Gelände stellt den Keller an den Seiten und der Rückseite frei, sodass der Eindruck eines weiteren Stockwerkes entsteht. Die Fassade ist aus in brauner Farbe gebeizten Zedernholz verschindelt, das steile Satteldach ist mit Teerpappe gedeckt. Auf ihm sitzen drei kleine Gaubenfenster auf beiden Seiten östlich des Querschiffs. Westlich davon befindet sich beidseitig eine mit drei Fenstern versehene Dachgaube mit Halbdach. Ein niedriger Glockenturm erhebt sich am östlichen Ende, der Vorderseite.
Der Haupteingang befindet sich an der Ostfassade und wird flankiert von Spitzbogenfenstern mit Holzrahmen. Ein kleines, hervorragendes Vestibül schirmt den eigentlichen Eingang vom Wetter ab. Es hat ein Giebeldach, das die gleiche Neigung aufweist, wie das Hauptdach. Der leicht geschwungene Außeneingang hat einen H-förmigen Portalrahmen, dessen Außenseite mit Nut-Feder-Paneelen verkleidet ist, die Kanten an den Innenseiten sind gefast und aufwendige Vierpassmuster sind in das Giebeldreieck darüber gesägt. Lanzettfenster befinden sich auf beiden Seiten des Eingangs und darüber ein achteckiger Ochsenauge.
Die Seitenfronten haben drei Fenster, die ähnlich zu denen an der Ostseite sind und zwischen der Ecke zur Vorderfront und dem Kreuzschiff liegen. Der darunter liegende Keller hat drei Auschiebefenster, die aus zwei Reihen mit jeweils sechs doppelt gehängten Scheiben bestehen. Das nur ein Joch spannende Kreuzschiff hat ein weiteres Spitzbogenfenster nach Osten und Westen. An der Südseite liegt eine Fenstergruppe mit drei Öffnungen. An der Nordseite des Kreuzschiffes sind in die Wände Fluchttüren eingelassen, die auf beiden Seiten des Rundbogenfensters an dessen Ende liegen. Zwischen dem Kreuzschiff und der Apsis befindet sich an der Südseite ein Anbau mit Halbdach. Dieser hat ein Kreuzbogenfenster an der Südseite.
Die Westfassade weist einen Eingang zum Keller und ein Fenster mit drei Öffnungen auf, die wie bei den anderen Fenstern aus gefärbten, im Rautenmuster zusammengesetzten Scheiben bestehen. Es wird von Kreuzbogenfenstern flankiert, ein weiteres achteckiges Ochsenauge sitzt im rückwärtigen Giebeldreieck dort, wo die Apsis hervorspringt. Das Kellergeschoss ist aus mit Mörtel zusammengesetzten Feldsteinen gemauert. Die Einfassungen der Fenster, des Haupteinganges und eines Nebeneinganges an der Südseite sind mit Backsteinen gemauert.

### Interieur
Der Altarraum ist nun spärlich möbliert. Sanft geschwungene Kirchenbänke mit schneckenförmigen Armlehnen und eingelassenen Rückfronten flankieren den Mittelgang, der zum Altar führt. Der hölzerne Fußboden ist inzwischen mit Teppich belegt; die sonst vergipsten Wände haben eine in Nut-und-Federverbindung gefertigte Holzvertäfelung. Darüber sind die hölzernen Balken und Sparren, die das Dach tragen, frei sichtbar. Am Ende des Ganges steht der Altar auf einem Podest. Auf ihm befindet sich auch ein hölzernes Lesepult mit Details im klassizistischen Stil.
Mauern teilen kleinere Räume im Querschiff und der Apsis ab. Im Querschiff sind kleinere Andachtsräume untergebracht. An der Nordseite ist ein Buntglasfenster mit einem frommen Motiv. Im Bereich des Eingangs zum südlichen Teil des Querschiffes ist ein aufwendig holzgeschnitztes Türmumfeld mit religiösen Motiven angebracht, auf dem die Orgelpfeifen sitzen.
Im Keller befunden sich Nebenräume, so Küche, Toiletten, Räume für die Sonntagsschule und ein Gemeindesaal. Der 1902 installierte Boiler ist noch an seinem Platz, doch der Rest der Innenausstattung wurde modernisiert. Die Räume sind mit Linoleum ausgelegt, die Wände vergipst und mit imitierter Holzvertäfelung versehen, die Decken sind abgehängt.

## Geschichte
Anfang der 1830er Jahre spalteten sich Mitglieder der Oliver Street Baptist Church (heute der Mariner’s Temple) in Lower Manhattan von dieser Gemeinde ab. Sie mieteten 1832 einen Saal am Broadway, in dem der junge Pfarrer William R. Williams die Messe las und planten, ein eigenes Kirchengebäude zu errichten.
Zwei Jahre später schloss man einen Pachtvertrag für ein Grundstück an der Amity Street ab, auf dem 1834 die ursprüngliche Amity Street Baptist Church errichtet wurde. Dieser tempelähnliche Bau im klassizistischen Stil hatte sechs ionische Säulen an seiner vorderen Fassade. Der Architekt Samuel Dunbar hat, wie man annimmt, seinen früheren Entwurf für die Thirteenth Street Presbyterian Church variiert. Keines der beiden Gebäude ist noch erhalten; das Lesepult in der heutigen Kirche, dessen klassizistischen Details darauf hindeuten, es könne sich um eine frühe Arbeit Minard LaFevers sein, ist wohl das einzige Überbleibsel des ursprünglichen Baus.
Lower Manhattans Wachstum und seine Wandlung in der frühindustriellen Zeit ließ es rasch weniger attraktiv für die Kirchen werden, und viele Kirchengemeinden verkauften ihre Anwesen in dem Gebiet, um mit dem Erlös weiter nördlich ein neues Bauwerk zu errichten. Die Kirche an der Amity Street wurde umgebaut ein Ställe, und die Gemeinde ließ sich auf einem neuen Grundstück an der 54th Street nieder. Weil der Name geographisch nicht länger zutraf, benannte sich die Gemeinde um in mity Baptist Church.
Das heutige Kirchengebäude entstand vermutlich als Kapelle oder zusätzliches Gebäude um 1860 auf diesem Grundstück. Sein Picturesque-Stil, der durch die ursprüngliche Nut-und-Feder-Holzverkleidung hervorgehoben wird, war damals ein verbreiteter Stil beim Bau vieler nordamerikanischer protestantischer Kirchen. Richard Upjohn, ein episkopalischer Einwanderer aus England macht den neugotischen Stil für größere Kirchenbauten seiner Konfession populär. Baptisten tendierten zu eher bescheidenen, zurückhaltenden Stilen, die in zahlreichen Variationen verwendet wurde.
Nachdem Williams mehr als ein halbes Jahrhundert die Kirchengemeinde geleitet hatte, starb er 1885. Er hinterließ seine letzte Mitteilung an die Gemeinde: „Betet und vertraut, liebet dem Herrn und dient dem Herrn, inbrünstig und zutiefst. Er wird nie die verlassen, die ihm ihr Vertrauen gaben, nie.“ Dieses Vermächtnis ist auf einen hölzernen Tafel niedergeschrieben, die noch im Besitz der Kirchengemeinde ist.
Leighton Williams übernahm die Funktion seines Vaters. Er kaufte 1893 das 200 Acre große Grundstück von der Stadt Marlborough zum Retreat und hielt von da an dort einmal jährlich Treffen der Brotherhood of the Kingdom ab, einer gemeinsam mit Walter Rauschenbusch, einem Verfechter des Social Gospel, gegründeten Gruppe. Nach seiner Hochzeit mit seiner Frau Nellie kam er öfters hierher. Die Gemeinde in New York City verlor an Mitgliedern und verkauft schließlich ihr dortiges Anwesen. Die Kapelle blieb auf dem Grundstück zurück und Williams ließ sie 1905 auseinandernehmen und ins Ulster County bringen, wo sie an ihrem heutigen Standpunkt neu aufgebaut wurde. Er nannte die Gemeinde Amity Chapel of the Amity Baptist Church, die schon bald eine der größten Sonntagsschulen in dem Gebiet wurde.
1914 verkaufte Williams das Gebäude und das zugehörige Grundstück für $4250 ($119,000 zu heutigen Preisen) an die Sachverwalter der Kirche. Die Kirche ließ das Gebäude modernisieren, fügt die Querschiffe an den Außenseiten hinzu und ließ eine elektrische Beleuchtung einbauen. 1915 veranstaltet die Brotherhood ihren letzten Retreat in dem Gebäude statt. Irgendwann nach 1919 – eine Photographie aus jenem Jahr zeigt das Gebäude mit der ursprünglichen Fassade aus nut-und-feder-verkleideten Brettern – erhielt das Gebäude seine heutige Verschwindelung, wobei die alte Fassadenverkleidung vermutlich als Futterholz diente.
1927 überschrieben die Sachverwalter das Eigentum an der Kirche an die Amity Foundation, zu der die Familie Williams und andere örtliche Baptisten gehörten. 1961 waren die meisten ihrer Gründungsmitglieder verstorben und das Kircheneigentum fiel in Vernachlässigung.
Mitglieder der Moulton Memorial Baptist Church im nahegelegenen Newburgh gründeten die Kirche und ihre Stiftung 1962 neu. Nachdem einige Jahre erneut Gottesdienste abgehalten wurden, folgte eine weitere Zeit der Inaktivität. 1973 begründete die Stiftung die Gemeinde wieder, dieses Mal unter dem Namen Chapel Hill Community Church. 1987 nahm sie ihren heutigen Namen Chapel Hill Bible Church an. In den 1990er Jahren war die Zahl der Gemeindemitglieder auf unter zehn gesunken, und es drohte erneut die Inaktivität, doch erholte sich die Mitgliederzahl der Gemeinde.